# Jumpreza
Jumpreza – dwudziesty album zespołu Boys, wydany pod koniec 2003 roku nakładem firmy Green Star.
Do jednej z piosenek z tej płyty ("Wstawaj i walcz") został nakręcony teledysk, w którym gościnnie wystąpił Sebastian Florek, poseł na sejm, który był również uczestnikiem pierwszej edycji programu Big Brother.

## Lista utworów
1. "Intro" – 1:41
2. "Jump" – 4:20
3. "Jesteś" – 4:32
4. "To nie dramat i nie pech" – 4:28
5. "Jeszcze raz" – 2:45
6. "Wstawaj i walcz" – 4:28
7. "Niechciana" – 4:19
8. "A ja się teraz bawię" – 4:14
9. "Piękna" – 4:22
10. "Dobra zabawa" – 4:29
11. "Nie chcę nic od ciebie" – 3:34
12. "Zapomnij mnie" – 4:58
13. "Weronika" – 2:40
14. "You Were My Lover" – 4:33
15. "Jump - Ace Remix" – 4:37
16. "Wstawaj i walcz - Eurodance Mix" – 4:20
17. "Wstawaj i walcz - Hard Club Mix" – 4:26

## Aranżacje utworów
- Janusz Bronakowski (DJ Bronx) - 1, 2, 3, 6, 8, 9, 12, 14
- Tomasz Sidoruk - 4, 10, 11, 15
- Marek Zrajkowski - 5, 7, 11, 13
- Ireneusz Korolczuk - gitary - 5, 11, 13